# The Great Escape (Seventh Wonder)
The Great Escape è il quarto album in studio del gruppo musicale svedese progressive metal Seventh Wonder. È stato registrato durante la primavera e l'estate del 2010, e venne distribuito il 3 dicembre dello stesso anno. L'album è il primo della band a contenere una traccia lunga più di 10 minuti, ovvero la traccia che dà il titolo all'album stesso, della durata di circa 30 minuti. Inoltre "Alley Cat" è la prima traccia della band ad essere accompagnata da un video musicale.
La traccia 'The Great Escape' è una canzone di stampo epico, basata sul poema Aniara, scritto dal Premio Nobel Harry Martinson nel 1956. Seguendo la trama del poema di Martinson, il brano tratta della tragedia di una nave spaziale che, originariamente diretta verso Marte, con un carico di coloni sopravvissuti provenienti da una Terra devastata e distrutta, viene scaraventata al di fuori del sistema solare. La prima traccia 'Wiseman', liberamente ispirata al poema, è strutturata come una sorta di anticipazione delle vicende raccontate in 'The Great Escape'.

## Tracce
1. Wiseman – 5:42
2. Alley Cat – 6:06
3. The Angelmaker – 8:29
4. King of Whitewater – 7:20
5. Long Way Home – 4:26
6. Move on Through – 5:04
7. The Great Escape – 30:14

Tracce bonus
1. In The Blink Of An Eye 2011 – 6:28

## Formazione
- Tommy Karevik - voce
- Andreas Söderin - tastiere
- Johan Liefvendahl - chitarra
- Andreas Blomqvist - basso
- Johnny Sandin - batteria
- Jenny Karevik - voce (ospite in Long Way Home e The Great Escape)